# Tránsito disipado
El tráfico disipado, también conocido como tráfico suprimido o tráfico evaporado, es el fenómeno de reducción del tráfico como resultado de la reducción de carriles y, en una vertiente más amplia, la reducción de flujos una vez suprimida parte de la infraestructura (por ejemplo, aparcamiento).

La eliminación de carreteras o de carriles (normalmente debido a la creación de carriles para autobuses, tranvías o bicicletas, el ensanche de aceras, las peatonalizaciones, los cierres para mantenimiento viario o desastres naturales), provoca la evaporación de tráfico y, por tanto, la reducción del tráfico en la zona. La evaporación de tráfico es el fenómeno opuesto a la demanda inducida. La evaporación de tráfico suele redundar en menos problemas de congestión al acudir la población a modalidades más eficientes.

## Estudios
En 1994 en Reino Unido, SACTRA (Comisión Consultiva Permanente para la Evaluación de Carreteras Troncales, por sus siglas en inglés) llevó a cabo una revisión completa de los efectos del incremento de capacidad de las carreteras. El resultado fue que había evidencias que sugerían que dichos incrementos normalmente acarreaban importantes incrementos en el volumen del tráfico. Como consecuencia, Transporte de Londres y el Departamento de Medio Ambiente, Transporte y Regiones encargó un estudio para ver si también ocurría lo contrario, es decir, que si al reducirse la capacidad vial también se reduciría la capacidad de tráfico. Este estudio de seguimiento fue llevado a cabo por Sally Cairns, Carmen Hass-Lau y Phil Goodwin, con un anexo realizado por Ryuichi Kitamura, Toshiyuki Yamamoto and Satoshi Fujii, y publicado como un libro en 1998. Un tercer estudio fue llevado a cabo por Sally Cairns, Steve Atkins and Phil Goodwiny publicado en la revista Municipal Engineer en 2002.
El estudio de 1998 consideraba aproximadamente 150 evidencias, de las que las 60 más importantes eran casos de estudio en Reino Unido, Alemania, Austria, Suiza, Italia, Países Bajos, Suecia, Noruega, Estados Unidos, Canadá, Tasmania y Japón. Se incluyeron proyectos de peatonalización de centros urbanos principales, medidas para priorizar los servicios de autobús (especialmente carriles bus), cierres de puentes y carreteras para realizar labores de mantenimiento, así como cierres debidos a desastres naturales, principalmente terremotos. El estudio de 2002 añadió nuevos casos de estudio, incorporando algunos que incluían carriles bici. El anexo realizado por Kitamura y sus colaboradores presentó un estudio detallado de los efectos del terremoto Hanshin-Awaji en Japón.
Si se consideran todos estos resultados de forma agregada, hubo una disminución media del flujo de tráfico del 41% en las calles cuya capacidad había sido reducida, de la cual menos de la mitad reapareció en las rutas alternativas. Por tanto, en promedio, desapareció aproximadamente un 25% del tráfico. El análisis de las encuestas y de las mediciones de tráfico indica que esta desaparición estuvo motivada por entre 15 y 20 comportamientos diferentes, que incluían el cambio a otros modos de transporte, el cambio a otros destinos, la reducción de la frecuencia de los viajes y el coche compartido. Se encontraron grandes disparidades entre los resultados promedio: los mayores efectos fueron provocados en las peatonalizaciones a gran escala de los centros urbanos en Alemania y los menores en los cierres temporales a pequeña escala con buenas rutas alternativas, así como en las pequeñas reducciones de capacidad en calles congestionadas. En unos pocos casos se produjo un incremento en el volumen de tráfico, especialmente en ciudades que habían cerrado algunas calles del centro urbano al mismo tiempo que abrían una nueva vía de circunvalación.
Cairns et al. concluyeron que:

...estos resultados refuerzan la conclusión general del estudio original, es decir, que los proyectos bien diseñados e implementados para reasignar el espacio de calzada quitándoselo al tráfico mejoran las condiciones para peatones, ciclistas y usuarios del transporte público, sin que se incrementen de manera significativa los atascos u otros problemas relacionados.

La Unión Europea ha publicado el manual Reclamando las calles para la gente que enseña casos de estudio y metodologías para reducir el tráfico en áreas urbanas. 